# Charles Guilbert
Charles Guilbert (Caen, 15 mei 1972) is een Frans voormalig wielrenner.

## Belangrijkste overwinningen
1996
- 1e etappe Ronde van Bretagne

1997
- 1e etappe Ronde van de Toekomst

2005
- 5e etappe Ronde van Bretagne
- 1e etappe Ronde van Gironde
- Eindklassement Ronde van Gironde
- 3e etappe Boucles de la Mayenne

## Resultaten in voornaamste wedstrijden
| Jaar | Gent-Wevelgem | Luik-Bast.‑Luik | Waalse Pijl |
| ---- | ------------- | --------------- | ----------- |
| 1999 |               | 64e             |             |
| 2002 | 34e           | 117e            | 110e        |